# Embajada de España en Trinidad y Tobago
La Embajada de España en Trinidad y Tobago es la máxima representación legal del Reino de España en la República de Trinidad y Tobago. También está acreditada desde 2007 en Guyana y en los estados insulares de Granada, San Vicente y Granadinas y Barbados, además, esta acreditada en Surinam (2010) y Santa Lucía en 2011.

## Embajador
El actual embajador es Javier Carbajosa Sánchez, quien fue nombrado por el gobierno de Mariano Rajoy el 21 de abril de 2017.

## Misión diplomática
El Reino de España posee sólo un edificio de representación en el país, la embajada en la ciudad costera de Dar es-Salam, creada en 1967. La ciudad tanzana fue capital del país desde 1963 hasta 1974 cuando se decidió trasladar la capital a Dodoma, en el interior del país, no obstante las embajadas de los países acreditados en Tanzania siguen ubicadas en la antigua capital. Además, España esta acreditada en Ruanda, Burundi y, desde 2006, en la isla de Zanzíbar a través de tres consulados honorarios.

## Historia
España inició relaciones diplomáticas con Trinidad y Tobago en 1967, pero los asuntos dependían de la embajada española en Venezuela. Esta situación se prolongó en el tiempo hasta 2006 cuando se creó la misión diplomática residente y que, en su área, abarca varias islas caribeñas y parte del continente americano.

## Demarcación
La embajada española de Trinidad y Tobago está acreditada en las países insulares del área caribeña y en América del Sur:
- República Cooperativa de Guyana: las relaciones diplomáticas se iniciaron en 1986 con el nombramiento de un Embajador residente en Kingston (Jamaica) hasta que en 1988 pasaron a depender de la Embajada española en Caracas. En 2007 el país sudamericano pasó a depender de la Embajada española en Puerto España.

- Granada: la isla caribeña de Granada fue adscrita en 1986 a la demarcación de Jamaica con el nombramiento del primer embajador no residente acreditado ante las autoridades de Granada. Finalmente en 2007 las relaciones diplomáticas quedaron dentro de la demarcación de Puerto España.

- San Vicente y Granadinas: las relaciones entre ambos países arrancan en 1987 con embajadores no residentes con sede en Kingston. En 2007 el país insular fue asignado a la Embajada española en Puerto España.

- Barbados: en 1986 se establecieron relaciones diplomáticas con Barbados adscrito, como muchas islas caribeñas, a la Embajada española en Jamaica. Finalmente, en 2007 junto con San Vicente y Granadinas, Granada y Guyana fueron asociados a la embajada española en Trinidad y Tobago para formar la demarcación.

- República de Suriname: en 1990 España inició las relaciones diplomáticas a nivel de embajadores con Surinam nombrando un embajador no residente. Las relaciones quedaron asignadas a la Embajada española en Caracas hasta el 2010 cuando pasaron a la demarcación de Trinidad y Tobago.

- Santa Lucía: en 1987 el gobierno español estableció relaciones diplomáticas con el nombramiento del embajador no residente con sede en Jamaica. En 2011 el país caribeño fue incluido en la demarcación de Trinidad y Tobago.